# CONFIDENCE -THE ALFEE ACOUSTIC SPECIAL LIVE-
『CONFIDENCE -THE ALFEE ACOUSTIC SPECIAL LIVE-』〔コンフィデンス ジ・アルフィー アコースティック スペシャル ライブ〕は、1993年7月21日発売されたTHE ALFEE2枚目のライブ・アルバム。　

## 概要
1993年1月22日～2月15日までローソン主催にて開催された無料招待ライブ「LAWSON Presents THE ALFEE Communication ACOUSTIC SPECIAL」の最終日、東京ベイNKホール公演での模様を収録。収録当日はWOWOWの収録も行われ、後日放映された。放映内容と本作収録曲は一部重複するが、アンコールのハードロックステージを含めアルバムに収録されなかった楽曲も多い。

## 収録曲
全曲　作詞・作曲：高見沢俊彦、編曲：THE ALFEE（特記以外）
1. Introduction： BLOWIN' IN THE WIND
  - 作詞・作曲：BOB DYLAN
  - アカペラ。ボブ・ディランのカバー
2. 明日なき暴走の果てに
3. DAYS GONE BY
  - 訳詞：LINDA HENNRICK
4. さよならの鐘
5. 木枯しに抱かれて…
6. TEACH YOUR CHILDREN
  - 作詞・作曲：GRAHAM NASH
  - CSN&Yのカバー
7. 恋人達のペイヴメント
  - 作詞：高見沢俊彦・高橋研
8. Journeyman
9. Promised Love
10. メモアール
11. 追想
12. My Truth
13. いつも君がいた
14. ROCKDOM -風に吹かれて-